# Раду Бобок
Раду Бобок (рум. Radu Boboc, нар. 24 квітня 1999, Крайова) — румунський футболіст, захисник клубу «Вііторул».

## Клубна кар'єра
Народився 24 квітня 1999 року в місті Крайова. Вихованець футбольної школи клубу «Вііторул». Дорослу футбольну кар'єру розпочав 2018 року в основній команді того ж клубу, кольори якої захищає й донині. У 2019 році став з командою володарем Кубка Румунії. 

## Виступи за збірні
2016 року дебютував у складі юнацької збірної Румунії, взяв участь у 6 іграх на юнацькому рівні.
З 2018 року залучався до матчів молодіжної збірної Румунії, у її складі поїхав на молодіжний чемпіонат Європи 2019 року в Італії.

## Титули і досягнення
- Володар Кубка Румунії (1):

«Віїторул»: 2018–19
- Володар Суперкубка Румунії (1):

«Віїторул»: 2019